# Jeva Walk
Jeva Walk (Nijmegen, 18 januari 2004) is een Nederlands voetbalster die uitkomt voor PEC Zwolle in de Eredivisie.

## Carrière
In 2020 maakte ze de overstap van haar jeugdclub VV Trekvogels naar Eredivisionist PEC Zwolle. Ze trainde het seizoen voor de overstap al wekelijks mee met de Zwolse jeugdteams. Na haar overstap sloot ze aan bij het beloftenteam. In de voorbereiding van het seizoen 2021/22 sloot ze aan bij de hoofdmacht. Op 27 augustus 2021 maakte ze haar debuut in de uitwedstrijd tegen PSV.
In juni 2024 tekende Walk een nieuwe eenjarige verbintenis in Zwolle. In het seizoen 2024/25 kwam ze door veelvuldig blessureleed niet veel aan spelen toe. In augustus 2025 verlengde ze nogmaals haar contract bij PEC Zwolle met een jaar.

### Carrièrestatistieken
| Seizoen                         | Club            | Land            | Competitie      | Competitie | Competitie | Beker | Beker | Internationaal | Internationaal | Overig | Overig | Totaal | Totaal |
| Seizoen                         | Club            | Land            | Competitie      | Wed.       | Dlp.       | Wed.  | Dlp.  | Wed.           | Dlp.           | Wed.   | Dlp.   | Wed.   | Dlp.   |
| ------------------------------- | --------------- | --------------- | --------------- | ---------- | ---------- | ----- | ----- | -------------- | -------------- | ------ | ------ | ------ | ------ |
| 2021/22                         | PEC Zwolle      | Nederland       | Eredivisie      | 21         | 3          | 1     | 1     | –              | –              | 0      | 0      | 22     | 3      |
| 2022/23                         | PEC Zwolle      | Nederland       | Eredivisie      | 20         | 2          | 1     | 0     | –              | –              | –      | –      | 21     | 2      |
| 2023/24                         | PEC Zwolle      | Nederland       | Eredivisie      | 6          | 0          | 0     | 0     | –              | –              | –      | –      | 6      | 0      |
| 2024/25                         | PEC Zwolle      | Nederland       | Eredivisie      | 10         | 0          | 0     | 0     | –              | –              | 0      | 0      | 10     | 0      |
| 2025/26                         | PEC Zwolle      | Nederland       | Eredivisie      | 0          | 0          | 0     | 0     | –              | –              | 0      | 0      | 0      | 0      |
| Carrière totaal                 | Carrière totaal | Carrière totaal | Carrière totaal | 58         | 5          | 2     | 1     | 0              | 0              | 0      | 0      | 60     | 6      |
| Bijgewerkt tot 14 augustus 2025 |                 |                 |                 |            |            |       |       |                |                |        |        |        |        |

## Interlandcarrière

### Nederland onder 19
Op 6 april 2022 debuteerde Lindner bij het Nederland –19 in een kwalificatie wedstrijd tegen Portugal –19 (2–0).
| Interlands van Jeva Walk     | Interlands van Jeva Walk     | Interlands van Jeva Walk     | Interlands van Jeva Walk     | Interlands van Jeva Walk     | Interlands van Jeva Walk     |
| №                            | Datum                        | Wedstrijd                    | Uitslag                      | Soort wedstrijd              | Doelpunten                   |
| Als speelster bij PEC Zwolle | Als speelster bij PEC Zwolle | Als speelster bij PEC Zwolle | Als speelster bij PEC Zwolle | Als speelster bij PEC Zwolle | Als speelster bij PEC Zwolle |
| ---------------------------- | ---------------------------- | ---------------------------- | ---------------------------- | ---------------------------- | ---------------------------- |
| 1.                           | 6 april 2022                 | Portugal – Nederland         | 0 – 2                        | Kwalificatie EK 2022 –19     | 0                            |
| 2.                           | 9 april 2022                 | Nederland – Roemenië         | 5 – 0                        | Kwalificatie EK 2022 –19     | 0                            |
| 3.                           | 12 april 2022                | Nederland – Spanje           | 2 – 2                        | Kwalificatie EK 2022 –19     | 0                            |
| 4.                           | 4 oktober 2022               | Griekenland – Nederland      | 1 – 1                        | Kwalificatie EK 2023 –19     | 0                            |
| 5.                           | 7 oktober 2022               | Nederland – Turkije          | 6 – 0                        | Kwalificatie EK 2023 –19     | 0                            |
| 6.                           | 11 november 2022             | Noorwegen – Nederland        | 0 – 3                        | Vriendschappelijk            | 0                            |
| 7.                           | 14 november 2022             | Nederland – Engeland         | 2 – 1                        | Vriendschappelijk            | 0                            |
| 8.                           | 16 februari 2023             | Nederland – Zwitserland      | 2 – 0                        | Vriendschappelijk            | 0                            |
| 9.                           | 21 februari 2023             | Nederland – Spanje           | 2 – 1                        | Vriendschappelijk            | 0                            |